# Ткачук Микола Іванович
Микола Іванович Ткачук (нар. 26 грудня 1992, с. Романківці, Сокирянський район, Чернівецька область) — український професійний спортсмен-гирьовик. Багаторазовий чемпіон та рекордсмен світу та України з гирьового спорту.

## Біографія
Народився 26 грудня 1992 року в селі Романківці, Сокирянського району, Чернівецької області. Українець, громадянин України.
З 1 вересня 1999 року до 30 липня 2009 року навчався в Романківецькій гімназії, де отримав атестат про повну загальну середню освіту.
У вересні 2009 року вступив до національного університету фізичного виховання і спорту України на факультет спортивних єдиноборств та силових видів спорту.
З 2010 року займається спортом вищих досягнень.
З липня 2011 року є пономарем Української Православної Церкви, храму «Всіх Святих», у місті Києві.
У 2012 році вступив до Київської Духовної Семінарії.
У липні 2013 року здобув ступінь бакалавра спорту за спеціальністю тренер з гирьового спорту, викладач фізичного виховання.
У червні 2014 року здобув ступінь магістра спорту за спеціальністю біомеханіка спорту.
У жовтні 2015 року вступив до аспірантури Національного університету фізичного виховання та спорту України.
Тепер є діючим спортсменом, членом національної збірної України з гирьового спорту.

## Спортивні досягнення

### У 2010 році
- Чемпіон світу з гирьового спорту у вправі ривок та срібний призер у вправі поштовх серед юнаків, у ваговій категорії +80 кг, Уруссу, Ютазинского район, (Татарстан, Россия).[1][2][3]

- Срібний призер чемпіонату світу з гирьового спорту серед юніорів, м. Мілан, Італія.

### У 2011 році
- Срібний призер чемпіонату світу з гирьового спорту у поштовху довгим циклом серед юніорів та чоловіків у ваговій категорії до 80 кг, м. Хмельницький, Україна.[4]

- У цьому ж році на чемпіонаті світу серед студентів став чемпіоном, та установив новий світовий рекорд у поштовху двох гир довгим циклом вагою 24 кг, м. Кам'янець-Подільський, Хмельницька обл., Україна.[5]

### У 2012 році
- Чемпіон світу серед чоловіків, юніорів та студентів у поштовху довгим циклом м. Гамбург, Німеччина, здобув три золоті медалі по всіх номінаціях у ваговій категорії 80 кг, а також виконав норматив МСМК (майстер спорту міжнародного класу) і встановив світовий рекорд серед студентів у поштовху двох гир довгим циклом вагою 24 кг[6].

- Срібний призер чемпіонату світу в сумі двоборства серед юніорів, м. Мілан, Італія.[7]

### У 2013 році
- Чемпіон світу з гирьового спорту серед юніорів та студентів у поштовху довгим циклом та в командній естафеті, м. Ташкент, Узбекистан.[8]

- Бронзовий призер чемпіонату світу серед дорослих, чемпіон світу серед юніорів у сумі двоборства та чемпіон світу в командній естафеті м. Лутракі, Греція.[9][10][11]

### У 2014 році
- Чемпіон світу серед дорослих, юніорів та студентів у поштовху довгим циклом, а також рекордсмен світу серед студентів, м. Ліон, Франція.[12][13]

### У 2015 році
- Чемпіон світу з гирьового спорту в поштовху довгим циклом та в командній естафеті, м. Печ, Угорщина[14].

- Чемпіон Європи з гирьового спорту в поштовху довгим циклом та в командній естафеті, м. Печ, Угорщина.[15]

- Чемпіон світу в командній естафеті, бронзовий призер чемпіонату світу з гирьового спорту в сумі двоборства, м. Целє, Словенія.[16][17][18]

### У 2016 році
- Срібний призер чемпіонату Європи в командній естафеті, м. Гдиня, Польща.[19][20]

## Рекорди
- Рекорд України серед студентів у поштовху двох гир довгим циклом 24+24 кг протягом 10 хв — 105 разів у ваговій категорії до 80 кг. Зареєстровано на чемпіонаті України серед студентів з гирьового спорту 2012 році.

- Рекорд України серед юніорів у поштовху двох гир вагою 32 кг, протягом 10 хв — 74 підйома у ваговій категорії до 90 кг. Зареєстровано на Кубку України 2012 році в м. Житомир.

- Рекорд світу серед студентів у поштовху двох гир довгим циклом 24+24 кг протягом 10 хв — 110 разів у ваговій категорії до 80 кг. Зареєстровано на чемпіонаті світу серед студентів з гирьового спорту 2013 році, м. Ташкент, Узбекистан.

- Рекорд України у поштовху однієї гирі вагою 24 кг — 1025 разів, протягом 1-ї години. Рекорд зареєстрований федерацією гирьового спорту України у 2013 році в м. Запоріжжя, на міжнародному турнірі пам'яті В. І. Омельченка.

- Командний рекорд України в ривку гирі вагою 24 кг — 4167 разів (100 ТОН). Зареєстровано національною книгою рекордів України у 2014 році на день фізкультури та спорту, м. Київ.
- Рекорд України у поштовху гирі вагою 32 кг протягом 10 хвили — 172 підйоми. Рекорд установлено 20 серпня 2016 року у селі Красенівка, Чорнобаївського району, Черкаської області, на святкуванні ювелею 145 річчя з дня рародження Івана Піддубного.[21]

## Нагороди
- Кращий спортсмен Буковини 2010 (неолімпійські види спорту).

- Кращий спортсмен Буковини 2012 (неолімпійські види спорту).

- Орден Української Православної Церкви Святого Великомучиника Георгія Побідоносця (26 січня 2014 року) — за заслуги перед Українською Православною Церквою.

## Особисте життя
Сімейний стан: одружений з Вікторією Ткачук.
Православний християнин, регулярно відвідує храм та пономарює в храмі «Всіх святих».